# جوف الصفاق
جوف الصفاق أو جوف البريتوان هو فضاء افتراضي بين الصفاق الجداري والصفاق الحشوي. وهو واحد من الأفضية المُشتقة من الجوف العام للجنين الذي يُشتق منه أيضاً جوف الجنبة وجوف التامور.
و جوف الصفاق هو أكبر الأكياس المصلية في الجسم. ويفرز تقريباً 50 مل سائل في اليوم. ووظيفة هذا السائل المُفرز هي تزليقية ومضادة للالتهابات. ويمكن الحقن داخل الصفاق.